# Mühlbacher Klause
Die Burgruine der Mühlbacher Klause (italienisch Chiusa di Rio di Pusteria) ist eine in etwa rechteckige Sperranlage mit einem befestigten Tor im Westen (Mühlbacher Tor) und im Osten (Vintler Tor) der Anlage.

## Lage
Die Klause liegt in Mühlbach (Südtirol, Italien), wenige Kilometer nördlich von Brixen am Übergang vom Eisacktal zum Pustertal. Nach manchen landeskundlichen Definitionen wird die Anlage als Grenzpunkt der beiden Talschaften aufgefasst.

## Geschichte und Vorgängeranlagen
Die ältere, nicht mehr erhaltene Mühlbacher Klause (auch „Haslacher Klause“ genannt) wurde erstmals 1269 erwähnt und von den Brüdern Meinhard (später Meinhard II. von Tirol) und Albert von Görz errichtet, während die jüngere (etwa 200 m weiter östlich der älteren) um 1460 von Herzog Sigismund von Tirol errichtet wurde. Beide markierten bis 1500 die Landesgrenze zwischen Tirol und Görz. Erst mit dem Tod des letzten Grafen von Görz endete diese Funktion. Die Klause wurde weiterhin als Festung und Straßensperre bzw. Zollstation genutzt. Die Landstraße führte durch den Innenhof der Burganlage, wo Wegezoll zu entrichten war. Die Zollstation war schon deshalb bedeutsam, weil dort die mittelalterliche Maut von Reisenden aus Treviso und Venedig kassiert wurde. Nicht nur für Karren und Wagen war die Klause ein schwer zu umgehendes Hindernis, sondern auch für Fußgänger, zumal sich eine noch heute sichtbare Sperrmauer den Berg nach oben zog.
Die Mühlbacher Klause ist mehr als eine bloße Zollstation und sah manches Gefecht. So wurde die Klause noch in den Bauernkriegen 1526 vergeblich belagert.
Durch Kämpfe im Jahre 1703 (Spanischer Erbfolgekrieg) und 1809 (Tiroler Erhebung gegen die bayrische Besatzung) wurde die Sperre sehr stark beschädigt und nicht wieder aufgebaut. Stattdessen wurde sie in der Folge an Mühlbacher Bürger verkauft und als „Steinbruch“ verwendet. Da jedoch vor allem die inneren Bauteile abgetragen wurden, ist die Klause auch heute noch von außen gesehen recht eindrucksvoll. Die Klause wurde aber dennoch nie abgerissen, auch wenn sie den regen Verkehr ins Pustertal oftmals eher behinderte, denn die Staatsstraße führte durch die Klause.
Versuche die Klause zu erneuern, scheiterten immer wieder an ihrer relativen Bedeutungslosigkeit, da sie sich ja seit 1500 inmitten des Landes Tirol befand.
Erst der Bau einer neuen Straße und deren Verlegung außerhalb der Mauern der Anlage bzw. das Engagement einiger Mühlbacher führte dazu, dass ab 1978 die Klause restauriert wurde.
Römerzeitlich darf angenommen werden, dass sich hier am von Aquileia über castrum Ursen (Irschen) nach Veldidena (Wilten bei Innsbruck) führenden Straßenarm der Via Julia Augusta eine augusteische Straßensperre befand, um die Straßenverbindung vom befreundeten Noricum ins feindliche Rätien zu kontrollieren. Die Sperrmauer verlor ihre Funktion, wie die in Aguntum, nach der römischen Eroberung Rätiens und dessen Einverleibung ins römische Reich 15 v. Chr.

## Anlage
Sie ist gegliedert in einen oberen befestigteren und einen unteren, ehemals bewohnten, bewirtschafteten Teil. Im oberen Teil ist nur mehr der linke Rundturm erhalten. Der rechte wurde beim Bau der Pustertaler Bahnstrecke zerstört, genauso wie die außerhalb der Anlage sich befindende Sperrmauer. Im unteren Teil ist das Parterre des Zollgebäudes erhalten, worin sich Schmiede und Stallungen befunden haben. Auf der linken Seite befindet sich der sogenannte Kaiserturm. Er wird so genannt, weil sich Kaiser Maximilian I. hier bei seinen Jagdunternehmungen aufgehalten haben soll. An der durch die Anlage führenden Straße befinden sich die Reste einer Kapelle (der Dreifaltigkeit gewidmet) und ein Zahlstein.

## Galerie

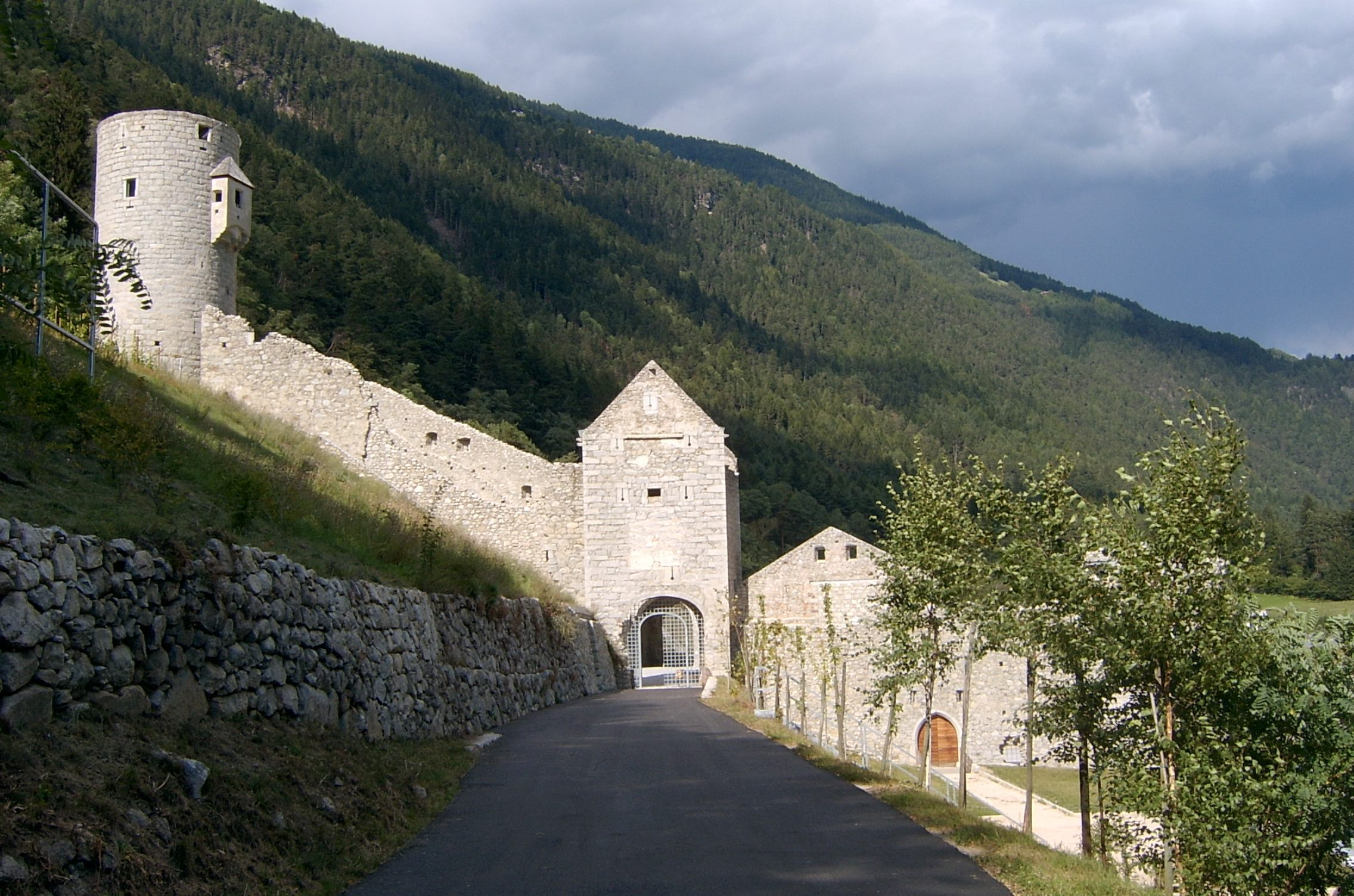
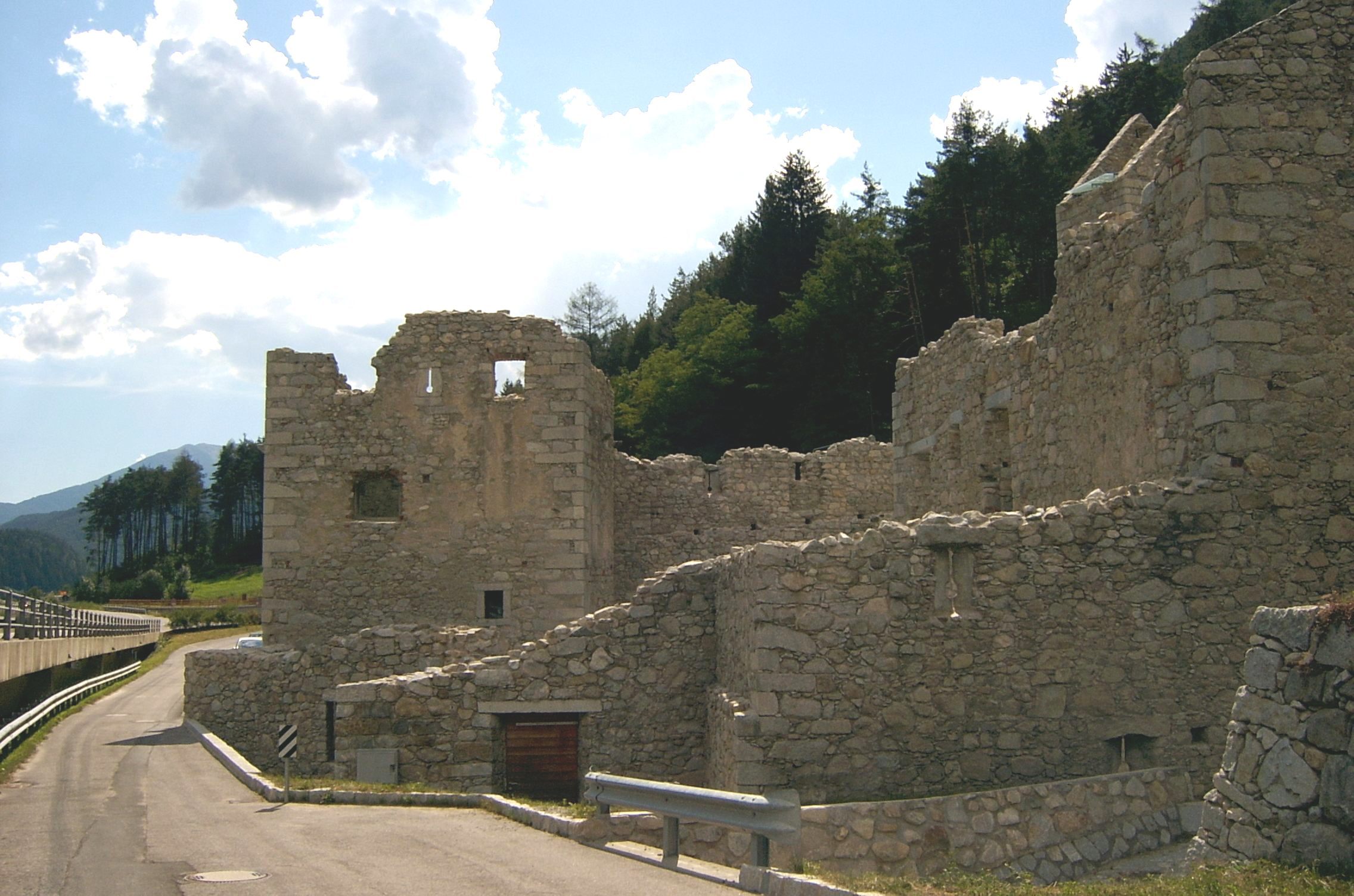
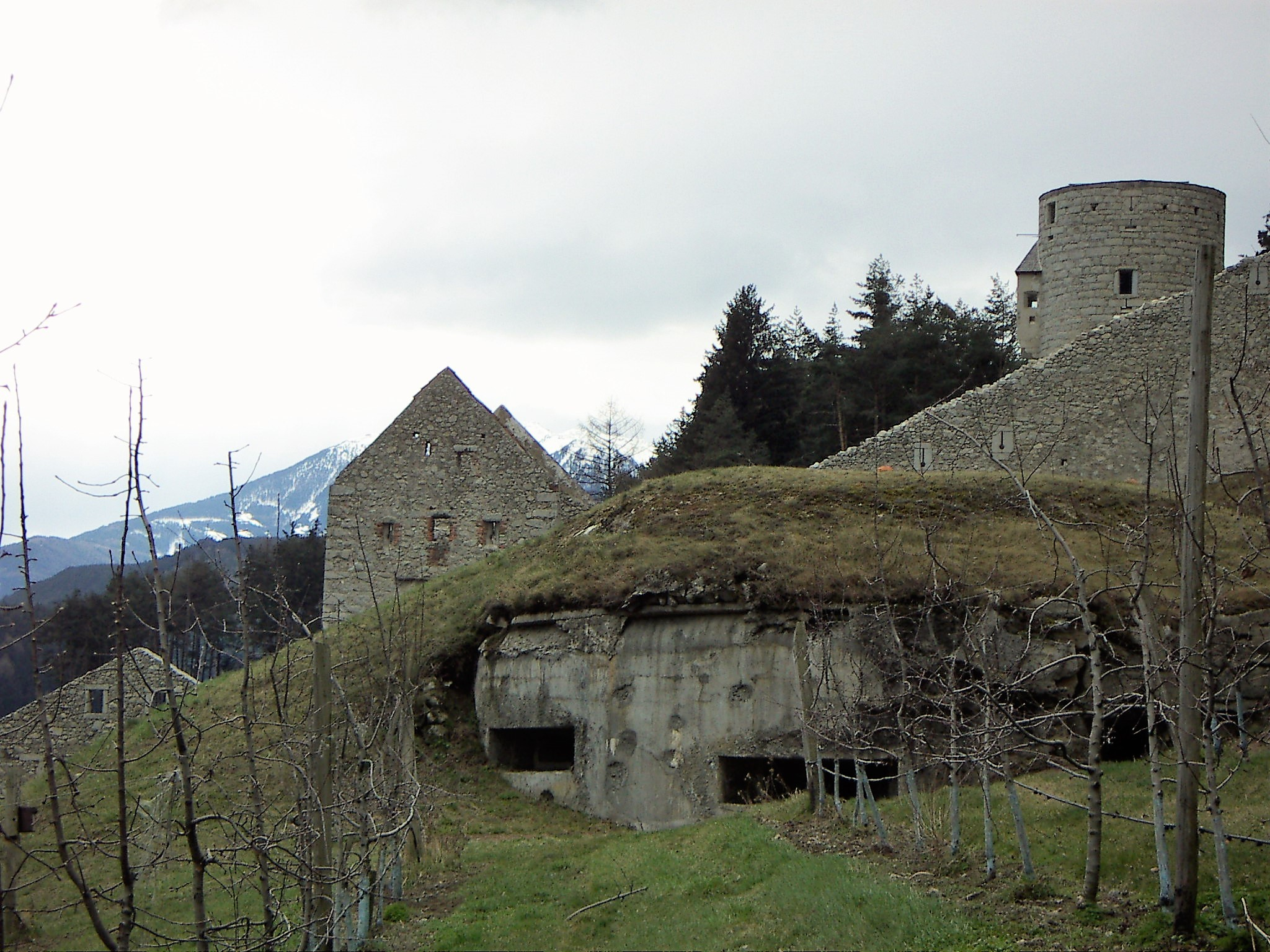
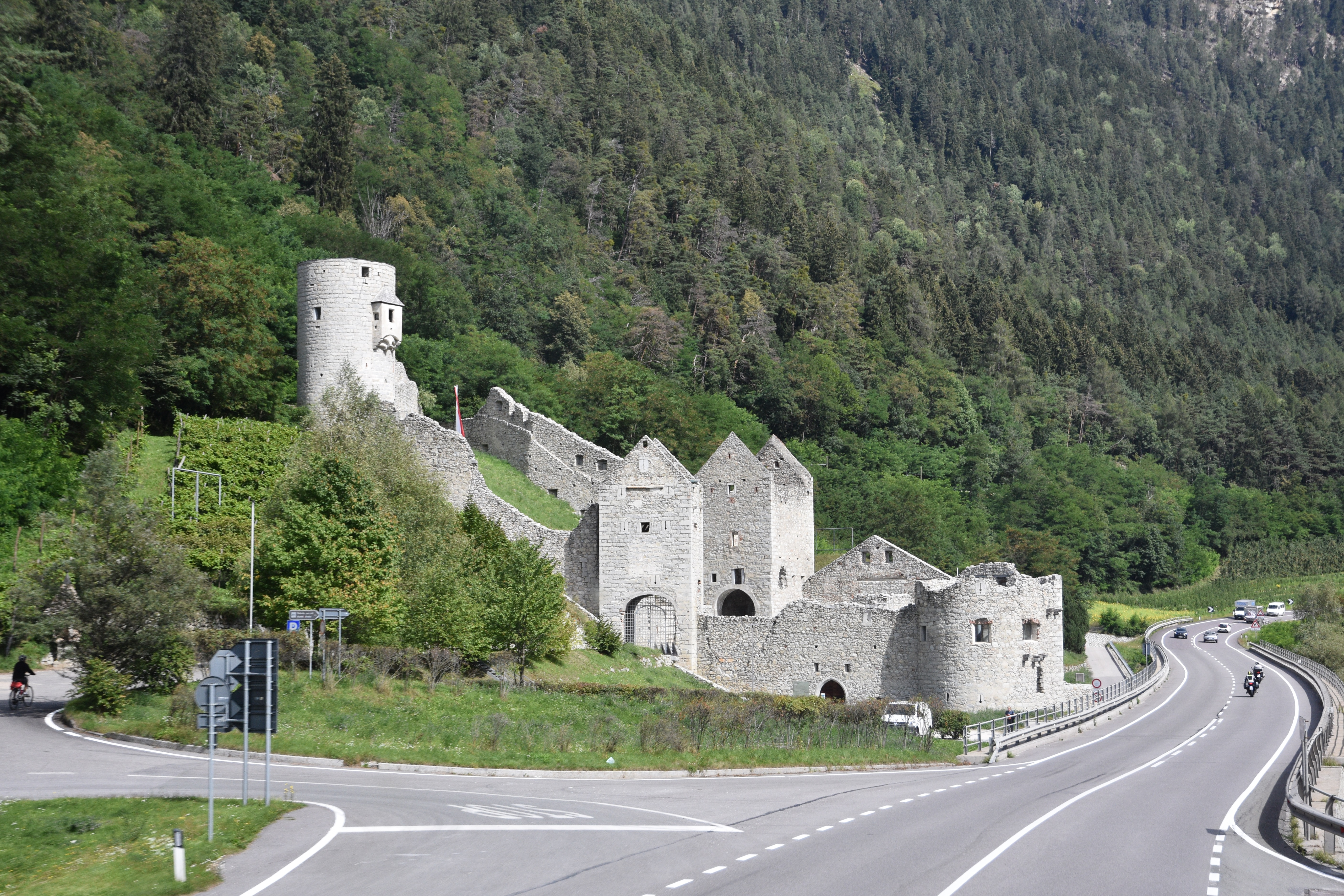